# Octávio Júlio Moreira Lima
Octávio Júlio Moreira Lima (Rio de Janeiro, 11 de agosto de 1926 - Idem, 23 de maio de 2011) foi um militar brasileiro.

## Biografia
Octávio Júlio Moreira Lima era filho do general Filipe Moreira Lima e de Medéia de Morais. Ingressou na Escola de Aeronáutica do Campo dos Afonsos em 1943, tendo se formado aspirante-a-oficial em dezembro de 1945, ano em que fez o curso de formação de oficiais aviadores. Passou a segundo-tenente em agosto de 1946 e a primeiro-tenente em setembro de 1947. Foi instrutor da Escola de Aeronáutica, atual Academia da Força Aérea, de 1947 a 1950; nesse último ano, foi promovido ao posto de capitão. Em 1951, concluiu o Curso de Aperfeiçoamento de Oficiais da Aeronáutica e de Tática Aérea. Em janeiro de 1957 alcançou o posto de major. Após fazer o curso de Estado-Maior, em 1962, foi promovido a tenente-coronel, em janeiro de 1963. No mesmo ano frequentou o Curso de Preparação de Instrutores da Escola de Comando e Estado-Maior da Aeronáutica (ECEMAR) e, em 1965, o Curso Superior de Comando. Fez dois cursos na Air Command and Staff School da Air da Air University (USAF), nos Estados Unidos, em 1966, sendo promovido a coronel no ano seguinte. Atuou como instrutor da ECEMAR de março de 1967 a abril de 1968, assumindo a chefia do Estado-Maior da 4a Zona Aérea (atual Quarto Comando Aéreo Regional) em maio seguinte. Em dezembro de 1971, tornou-se chefe do Departamento de Ensino da ECEMAR e Oficial-de-Gabinete do Ministro da Aeronáutica (Assessor Parlamentar no Congresso Nacional), permanecendo nesta segunda função até outubro de 1972. Em março de 1980, foi promovido a major-brigadeiro-do-ar e, no mês seguinte, assumiu a chefia do Comando de Transporte Aéreo. Em julho de 1982, atingiu o mais alto posto do quadro de Oficiais-Aviadores da ativa da Aeronáutica ao ser promovido a tenente-brigadeiro-do-ar.
Foi Ministro da Aeronáutica no governo Sarney, de 15 de março de 1985 a 15 de março de 1990. Durante seu período no ministério ocorreu a Noite Oficial dos Óvnis, em 19 de maio de 1986, episódio que ele declarou ser autêntico.
Foi diretor do Instituto Histórico-Cultural da Aeronáutica de 1992 a 19 de agosto de 2010, quando entregou a direção do instituto ao Ten Brig Ar Paulo Roberto Cardoso Vilarinho. Faleceu vítima de insuficiência renal.